# Поговорим о сексе (альбом)
«Поговорим о сексе» — дебютный студийный альбом рэп-группы «Мальчишник», выпущенный фирмой звукозаписи «ЗеКо Рекордс» осенью 1992 года. Появлению альбома предшествовали магнитоальбомы фирм «Студия „Союз“», агентство «Марафон» и «Студия „Звук“».
В альбом вошли песни, записанные группой «Мальчишник» в период с 1991 по 1992 год. Тексты написал Андрей Лысиков («Дельфин») при участии Андрея Котова («Дэн»). Основной темой песен является секс. Музыку создал Павел Галкин («Мутабор») при содействии звукорежиссёра Яна Миренского и гитариста Михаила Воинова. Треки представлены в жанрах хип-хоп, грязный рэп, поп-рэп и хардкор-рэп.
Альбом разошёлся тиражом более миллиона экземпляров. По итогам года релиз занял 14 место в списке лучших грампластинок 1992 года в рубрике «Звуковая дорожка» согласно опросу читателей газеты «Московский комсомолец», а сама группа заняла шестое место в списке «Лучших групп года». В той же рубрике песня «Секс без перерыва» вошла в ежемесячный хит-парад Top 20 Hits в апреле и июне 1992 года. В марте 1993 года в хит-параде ТАСС «Музыкальный Олимп» альбом «Поговорим о сексе» занял первое место по продажам магнитоальбомов и шестое место по продажам грампластинок, а по итогам года занял девятое место в списке «10 лучших магнитоальбомов» по продажам в студиях фирмы «Звук».
В 2007 году альбом получил высокий рейтинг редакторов портала Rap.ru, которые посчитали его лучшим рэп-альбомом года. В 2011 году журнал «Афиша» высоко оценил песню «Секс без перерыва», а в 2020 году редактор газеты «Комсомольская правда» назвал трек народным хитом. В 2020 году издание Lenta.ru назвало «Мальчишник» группой года.

## Об альбоме

### Первый магнитоальбом
В июне 1991 года в группе «Мальчишник» появился новый участник — Павел Галкин («Мутабор»), который стал отвечать за музыку, беря за основу семплы различных музыкальных произведений. Все вокальные партии в группе исполняли Мутабор и Андрей Котов («Дэн»), поскольку у танцоров «Клёпы» и «Рафа» не получалось исполнять речитатив. Было записано две поп-рэп-композиции: «Ночь» и «Нравишься ты мне». Запись проходила в студии, которая была расположена в подвале на Ленинградском проспекте. Для песни «Ночь» Дэн взял старый текст Андрея Лысикова («Дельфин»), а припев написала поэтесса Татьяна, знакомая продюсера группы, Алексея Адамова. Группа сняла видеоклип на эту песню в пиццерии Пицца Хат и театре Советской армии. Женскую партию исполнила знакомая звукорежиссёра, а в качестве актрисы снялась приятельница группы — Елена Ерошенко. Дэн, Клёпа и Раф снялись в клипе в качестве танцоров и исполнителей песни, хотя весь вокал был записан Дэном и Мутабором. Премьера ролика состоялась в июне 1991 года. Участников группы стали узнавать на улицах после ротации клипа в течение двух недель по восемь раз в день на коммерческом телеканале «2х2». Позже «Ночь» была переделана для дебютного альбома.
Группе нужен был текстовик. Дэн познакомил Адамова с Дельфином, предлагавшим писать тексты по 10 долларов за штуку. Дельфин присоединился к команде через месяц после двухнедельных гастролей в Белоруссии на разогреве у группы «Сектор Газа». В качестве стиля группы была выбрана смесь американских рэп-групп 2 Live Crew и Beastie Boys. В октябре 1991 года при записи первой песни с участием Дельфина — «Я хочу тебя» — группа взяла за основу творчество 2 Live Crew, представителя жанра грязный рэп. В припеве использованы фрагменты женских стонов из композиций «Me So Horny» и «C’mon Babe» группы 2 Live Crew 1989 года.
Второй композицией в жанре грязный рэп стала «Секс без перерыва». В ноябре 1991 года на репетиции группы «Дубовый Гай» Дельфин предложил другим участникам сделать коммерческую запись, чтобы на коллектив обратили внимание продюсеры. В результате чего Андрей Савченко («Ганс Хольман») придумал композицию по музыке в стиле американской рэп-группы Run-D.M.C., а по тексту — в стиле 2 Live Crew, которая начиналась словами: «Мы познакомились с чиксой, она была хороша…». Песню показали продюсеру группы «Мальчишник», Адамову, которому она понравилась и в итоге была взята в репертуар «Мальчишника» под названием «Секс без перерыва». Текст песни был написан Дельфином на второй полке в поезде во время возвращения группы с очередных «фонограммных» гастролей. Вернувшись в Москву, участники группы сразу же записали её на студии, где Мутабор подобрал нужную музыку. В музыке использованы фрагменты родес-пиано из фанк-композиции «The Champ» группы The Mohawks 1968 года. Запись проходила в студии «Класс» в Измайловском парке (бывшая студия «Рекорд»), звукорежиссёром в которой работал Ян Миренский. По словам Дельфина, песня была записана зимой. Однако, по словам продюсера группы, припев к ней был придуман ещё раньше: во время перекура Дельфина и Адамова в разгар событий августовского путча, когда танки колоннами двигались в сторону центра города. Дельфин отрицает эту версию, поскольку в эти дни Лысиков находился на отдыхе в Ницце, а танки он увидел по телевизору в гостиничном номере.
Параллельно с проектом «Мальчишник» Мутабор записывал свой сольный альбом и успел написать лишь четыре песни, две из которых были отобраны для первого магнитоальбома группы: «Я здоров» (она же «Сильный парень») и «Я вам не верю». Остальные две песни — «Всё хорошо» и « Я и мои друзья» — были впервые изданы в 1999 году в компиляции «Мальчишник: The Best». Другой участник группы, Дэн, также занимался сольным творчеством и успел записать две песни — «Я не буду с тобой» и «Терминатор», а текст из трека «Ночь» был придуман им совместно с Дельфином во время создания демо-записей у Дельфина дома.
13 декабря 1991 года продюсер группы «Мальчишник», Алексей Адамов, продал магнитоальбом двум издателям («Студия „Союз“» и агентство «Марафон») за несколько часов до съёмок телешоу «50х50» на выезде в Санкт-Петербурге. В январе 1992 года «Студия „Союз“» выпустила магнитоальбом из 8 треков под названием «Мальчишник '92». Треки представлены в жанрах хип-хоп («Я здоров», «Терминатор»), грязный рэп («Я хочу тебя», «Секс без перерыва») и поп-рэп («Ночь», «Я не буду с тобой», «Я вам не верю», «Нравишься ты мне»). Аудиокассета длительностью в 90 минут была дополнена альбомами поп-исполнителя Жени Зенина и группы «Денди». В мае агентство «Марафон» выпустило аналогичный магнитоальбом, а в качестве дописи на сторону группы «Мальчишник» поместило два трека синти-поп-группы Action Directe («В поисках рая» и «Тени») и один трек группы «Империя» (экс-Дмитрий Маленький и группа «Система») («Поезд на Ленинград»).
28 марта 1992 года известный по работе с Богданом Титомиром клипмейкер Михаил Хлебородов снял вместе с оператором Михаилом Мукасеем видеоклип на песню «Секс без перерыва». Премьера видеоклипа состоялась 11 мая 1992 года в телепередаче «Афиша» по Московской программе, где вещание в то время осуществлял частный канал «2x2».

### Второй магнитоальбом
В августе 1992 года «Студия „Звук“» издала магнитоальбом «Поговорим о сексе», а в декабре — второй магнитоальбом под названием «Мальчишник '92» (с новым треком «Порнография»). Треки представлены в жанрах хип-хоп («Закон всегда прав (Майк Тайсон)»), грязный рэп («Поговорим о сексе», «Сестра»), поп-рэп («Клава») и хардкор-рэп («Танцы, секс и рок-н-ролл», «Секс-контроль», «Порнография»). Осенью фирма звукозаписи «ЗеКо Рекордс» выпустила альбом «Поговорим о сексе» на грампластинках и аудиокассетах. На пластинке представлено восемь песен, четыре из которых ранее не издавались — «Танцы», «Сестра», «Майк Тайсон» и «Поговорим о сексе». На аудиокассету к этим восьми трекам было добавлено ещё три новых — «Песня про любовь» (он же «Клава»), «Секс и рок-н-ролл» и «Секс-контроль» и один ранее выходивший в магнитоальбоме «Сильный парень» (он же «Я здоров»).
Композиции «Сестра» и «Танцы» (гитара: Михаил Воинов) были записаны во второй половине декабря 1991 года после подписания контракта, поэтому и не попали на первый магнитоальбом. В «Сестре» использована мелодия и вокал из поп-фолк-композиции «Ты возьми меня с собой» Аллы Пугачёвой 1980 года, а в «Танцах» — бит из электро-фанк-композиции «Planet Rock» коллектива Afrika Bambaataa and Soulsonic Force 1982 года. В заглавном треке «Поговорим о сексе» был задействован гитарный проигрыш из поп-рок-композиции «Money for Nothing» Dire Straits 1985 года, а также пианино из «Колыбельной песни (Баю-баюшки-баю)» из сказки «По следам бременских музыкантов» (1973). В «Клаве» мелодия заимствована из арт-поп-композиции «Close to Me» The Cure 1985 года. Песня «Майк Тайсон» посвящена событиям 10 февраля 1992 года, когда Майк Тайсон, бывший абсолютный чемпион мира по боксу, был осужден за изнасилование и был приговорён к шести годам лишения свободы. В песнях «Секс-контроль» и «Порнография» принял участие «Олень» (Олег Башкатов), бэк-вокалист альтернативной рэп-группы «Дубовый Гай», взятый в группу вместо Дэна летом 1992 года. По словам Дельфина, песня «Секс-контроль» была записана не с целью показать другим своё плохое отношение к неграм, а потому что хотели задеть самолюбие людей, которые принимают рэп слишком близко к сердцу и называют себя «чёрными братьями».
Помимо фирменных копий в продаже было много «пиратских» копий альбома. К примеру, осенью 1992 года в «нелегальных» торговых точках можно было встретить на аудиокассете альбом группы «Мальчишник», на обратной стороне которого было пять треков группы «Дубовый Гай»: «Дождь», «Сынок», «Когда ты вернёшься», «Чёрный город» и «Синяя лирика». Записи «Дубового Гая» участники «Мальчишника» раздавали во время гастролей в «пиратские» палатки с целью распространить по всей стране. Количество проданных альбомов «Мальчишника» в то время никто не подсчитывал. По словам Адамова, в первый месяц было продано 600 тысяч кассет, а через пять недель ещё столько же, причём с учётом «пиратства» сумму нужно умножить на двадцать.
В июле 1993 года фирма RDM выпустила на компакт-дисках альбом «Мисс большая грудь», который является CD-интерпретацией альбома «Поговорим о сексе». Помимо старых треков издание содержит три новых: «Мисс большая грудь», «Последний раз» и «Малолетняя б…».
В 1995 году концертное агентство Михаила Фридмана выпустило в Германии альбом «Поговорим о сексе» на компакт-дисках. В релиз вошли песни из альбомов «Поговорим о сексе» (1992) и «Мисс большая грудь» (1993).

## Критика
В 1992 году негативная оценка была дана песне «Секс без перерыва» в статье 1992 года в журнале «Журналист» с критикой освещения темы секса в СМИ, подробно разобрав показ клипа в передаче «50x50» 15 марта 1992 года:

Хотя бы с позиций «Теле-шоу 50x50». Эта передача не терпит ханжеских недомолвок, потому что её аудитория — начинающие любовники школьного возраста, которые зачастую в техническом отношении не на высоте. Ведущие передачи Ксения Стриж и Алексей Веселкин, ликвидирующие их секснеграмотность на живых, доходчивых сценках. К примеру, 15 марта сего года они даже сымитировали одну из поз — когда, прошу прощения, партнёр находится сзади. Демонстрация прошла весело и непринужденно. Получилось нечто среднее между любовной утехой и танцем — думаю, до каждого школьника дошло, что вступать в интимные отношения так же просто, как и пуститься в танец. А для тех, до кого не дошло, группа «Мальчишник» окончательно разжевала мысль: «Секс, секс, как это мило, секс, секс, без перерыва…». Конечно, без перерыва не каждый может, тем более школьник, привыкший к переменкам. Но песня, как говорится, и школьникам строить и ЖИТЬ помогает. Нынче трахнуться — всё равно что стрельнуть сигаретку.

### Ретроспектива
В 1997 году Олег Смолин связывал появление песни «Секс без перерыва» с запущенной в годы перестройки программы по половому воспитанию школьников, сводящуюся, однако, к элементарным технологиям секса и умению пользоваться презервативами.
В 2004 году Нина Беляева упомянула в книге «Новейшая история отечественного кино. 1986—2000» о том, что темы песен про секс — «Груди, груди», «Порнография», «Секс без перерыва» — рассчитаны на эпатаж и обеспечивают интерес молодёжи, которую уже тошнит от «белых роз» и «юбочек из плюша».
В 2005 году М. А. Литовская заметила, что в 1991 году с развалом СССР в песенном творчестве образовалась тенденция негативно изображать традиционные семейные ценности, и в текстах стали преобладать ситуации насилия, эгоцентристского поведения в семье, незарегистрированных отношений, иногда нетрадиционной ориентации:

Это связано со своеобразной сексуальной революцией 1990-х, которая отрицала прежние формы сексуальных отношений, протестовала против традиционных советских запретов и предлагала взамен новые идеалы (упрощенно они были выражены в словах популярной в начале 1990-х поп-группы: «Секс, секс — как это мило, секс, секс без перерыва!»).
В 2020 году новостное интернет-издание Lenta.ru, описывая самые значимые события 1992 года, назвало «Мальчишник» группой года.
В 2020 году редактор сетевого издания газеты «Комсомольская правда», Назар Белых, назвал трек «Секс без перерыва» народным хитом.

### Рейтинги
- В 2004 году альбом «Поговорим о сексе» попал в список «главных хитов и альбомов 1992 года» книги «Новейшая история отечественного кино. 1986—2000»[56].
- В 2007 году главный редактор портала Rap.ru, Андрей Никитин, поместил дебютный альбом группы в список главных альбомов русского рэпа, назвав группу «первым скандальным рэп-проектом»[9].
- В 2011 году журнал «Афиша» поместил песню «Секс без перерыва» в список «99 русских хитов» за последние 20 лет[1].
- В 2015 году редактор английского интернет-издания The Calvert Journal, Ольга Корсун, поместила песню «Секс без перерыва» в список «10 music videos that were huge in 90s Russia»[57].
- В 2017 году редактор английского интернет-издания Highsnobiety, Анастасия Фёдорова, поместила песню «Секс без перерыва» в список «A Brief, Untold History of Russian Rap»[58].
- В 2017 году песня «Секс без перерыва» группы «Мальчишник» вошла в список «История русского рэпа в 15 важнейших треках» компании «Союз»[59].
- В 2020 году музыкальный редактор интернет-издания Vatnikstan, Иван Белецкий, поместил альбом «Поговорим о сексе» в список «Русский рэп 1990‑х: десять главных альбомов», назвав саму группу «самым скандальным музыкальным проектом ранних нулевых»[60].
- В 2021 году музыкальный журналист Александр Горбачёв поместил песню «Секс без перерыва» в свою книгу «Не надо стесняться. История постсоветской поп-музыки в 169 песнях. 1991—2021»[20].

## Список композиций
Список композиций (магнитоальбом «Мальчишник '92», «Студия „Союз“», январь 1992 года)
| №  | Название              | Текст песни                        | Музыка  | Длительность |
| -- | --------------------- | ---------------------------------- | ------- | ------------ |
| 1. | «Ты мне нужна (Ночь)» | Дельфин, поэтесса Татьяна (припев) | Мутабор | 4:25         |
| 2. | «Я здоров»            | Мутабор                            | Мутабор | 3:35         |
| 3. | «Я не буду с тобой»   | Дэн                                | Мутабор | 3:45         |
| 4. | «Я хочу тебя»         | Дельфин                            | Мутабор | 4:45         |
| 5. | «Я вам не верю»       | Мутабор                            | Мутабор | 4:26         |
| 6. | «Терминатор»          | Дэн                                | Мутабор | 3:42         |
| 7. | «Нравишься ты мне»    | Дельфин                            | Мутабор | 3:29         |
| 8. | «Секс»                | Дельфин                            | Мутабор | 3:47         |

Список композиций (магнитоальбом «Мальчишник '92», агентство «Марафон», май 1992 года)
| №  | Название              | Текст песни                        | Музыка  | Длительность |
| -- | --------------------- | ---------------------------------- | ------- | ------------ |
| 1. | «Ты мне нужна (Ночь)» | Дельфин, поэтесса Татьяна (припев) | Мутабор | 4:25         |
| 2. | «Я здоров»            | Мутабор                            | Мутабор | 3:35         |
| 3. | «Я не буду с тобой»   | Дэн                                | Мутабор | 3:45         |
| 4. | «Я хочу тебя»         | Дельфин                            | Мутабор | 4:45         |
| 5. | «Я вам не верю»       | Мутабор                            | Мутабор | 4:26         |
| 6. | «Терминатор»          | Дэн                                | Мутабор | 3:42         |
| 7. | «Нравишься ты мне»    | Дельфин                            | Мутабор | 3:29         |
| 8. | «Секс»                | Дельфин                            | Мутабор | 3:47         |

Список композиций (грампластинка «Поговорим о сексе», «ЗеКо Рекордс», осень 1992 года)
| №  | Название            | Текст песни                        | Музыка  | Длительность |
| -- | ------------------- | ---------------------------------- | ------- | ------------ |
| 1. | «Секс без перерыва» | Дельфин                            | Мутабор | 3:47         |
| 2. | «Танцы»             | Дельфин                            | Мутабор | 4:00         |
| 3. | «Сестра»            | Дельфин                            | Мутабор | 3:54         |
| 4. | «Я хочу тебя»       | Дельфин                            | Мутабор | 4:45         |
| 5. | «Майк Тайсон»       | Дельфин                            | Мутабор | 4:38         |
| 6. | «Ночь»              | Дельфин, поэтесса Татьяна (припев) | Мутабор | 4:25         |
| 7. | «Я не буду с тобой» | Дэн                                | Мутабор | 3:38         |
| 8. | «Поговорим о сексе» | Дельфин                            | Мутабор | 3:43         |

Список композиций (аудиокассета «Поговорим о сексе», «ЗеКо Рекордс», осень 1992 года)
| №   | Название                    | Текст песни                        | Музыка  | Длительность |
| --- | --------------------------- | ---------------------------------- | ------- | ------------ |
| 1.  | «Секс без перерыва»         | Дельфин                            | Мутабор | 4:00         |
| 2.  | «Танцы»                     | Дельфин                            | Мутабор | 4:05         |
| 3.  | «Сестра»                    | Дельфин                            | Мутабор | 4:01         |
| 4.  | «Я хочу тебя»               | Дельфин                            | Мутабор | 4:25         |
| 5.  | «Песня про любовь (Клава)»  | Дельфин                            | Мутабор | 4:58         |
| 6.  | «Сильный парень (Я здоров)» | Мутабор                            | Мутабор | 3:35         |
| 7.  | «Майк Тайсон»               | Дельфин                            | Мутабор | 4:48         |
| 8.  | «Ночь»                      | Дельфин, поэтесса Татьяна (припев) | Мутабор | 4:25         |
| 9.  | «Я не буду с тобой»         | Дэн                                | Мутабор | 3:45         |
| 10. | «Поговорим о сексе»         | Дельфин                            | Мутабор | 3:56         |
| 11. | «Секс и рок-н-ролл»         | Дельфин                            | Мутабор | 4:30         |
| 12. | «Секс-контроль»             | Дельфин                            | Мутабор | 4:30         |

Список композиций (магнитоальбом «Мальчишник '92» («Поговорим о сексе»), «Студия „Звук“», август 1992 года)
| №  | Название                               | Текст песни | Музыка  | Длительность |
| -- | -------------------------------------- | ----------- | ------- | ------------ |
| 1. | «Поговорим с ней о сексе»              | Дельфин     | Мутабор | 3:48         |
| 2. | «Танцы»                                | Дельфин     | Мутабор | 4:04         |
| 3. | «Клава»                                | Дельфин     | Мутабор | 4:52         |
| 4. | «Сестра»                               | Дельфин     | Мутабор | 4:00         |
| 5. | «Танцы, секс и рок-н-ролл (Вечеринка)» | Дельфин     | Мутабор | 4:23         |
| 6. | «Секс-контроль»                        | Дельфин     | Мутабор | 5:04         |
| 7. | «Закон всегда прав (Майк Тайсон)»      | Дельфин     | Мутабор | 4:40         |
| 8. | «Порнография»                          | Дельфин     | Мутабор | 3:50         |

Чарты и ротации
По данным интернет-проекта Moskva.FM, семь песен из альбома — «Секс без перерыва», «Танцы», «Сестра», «Я хочу тебя», «Ночь», «Я не буду с тобой» и «Поговорим о сексе» — были в ротации нескольких российских радиостанций с 2008 по 2015 год. При этом песня «Секс без перерыва» является самым популярным треком группы на радио, который за семь лет с 2008 по 2015 год прослушали тридцать тысяч раз.
Семплы
Информация о семплах была взята с сайта WhoSampled и фан-сайта Дельфина.
| «Секс без перерыва» - The Mohawks — «The Champ» (1968) «Танцы» - Afrika Bambaataa & the Soulsonic Force — «Planet Rock» (1982) - Run-D.M.C. — «Here We Go (Live at the Funhouse)» (1985) - C+C Music Factory — «Things That Make You Go Hmmmm…» (1990) «Сестра» - Алла Пугачёва — «Ты возьми меня с собой» (1980) - Los Africanos — «Together People (Pamoja Watu)» (1974) «Я хочу тебя» - 2 Live Crew — «Me So Horny» (1992) - 2 Live Crew — «C’mon Babe» (1992) - Beside — «Change the Beat (Female Version)» (1989) | «Поговорим о сексе» - Dire Straits — «Money for Nothing» (1985) - Schoolly D — «Parkside 5-2» (1987) - Василий Ливанов, Юрий Энтин — «По следам бременских музыкантов» (1973) «Секс-контроль» - Upp — «Give It to You» (1975) «Клава» - The Cure — «Close to Me (Closer Mix)» (1990) |

## Участники записи
- Андрей «Дельфин» Лысиков — вокал, автор текстов[5]
- Павел «Мутабор» Галкин — вокал, автор музыки[5]
- Андрей «Дэн» Котов — вокал, автор текстов («Я не буду с тобой» и «Терминатор»)[5]
- Олег «Олень» Башкатов — вокал в песнях «Секс-контроль» и «Порнография»[45]
- Михаил Воинов — сессионный музыкант, гитара в песне «Танцы»[7]
- Ян Миренский — звукорежиссёр[6]

## Позиции в чартах
| Год  | Чарты | Высшая позиция                 |
| ---- | --- | ------------------------------ |
| 1992 | Белоруссия, «Ласковый май», Хит-парад «ЛМ: апрель-92»                                                                            | «Секс без перерыва»: 8         |
| 1992 | Белоруссия, «Ласковый май», Хит-парад «ЛМ: июнь-92»                                                                              | «Танцы»: 4                     |
| 1992 | Белоруссия, «Ласковый май», Хит-парад «ЛМ: июль-92»                                                                              | «Танцы»: Рига                  |
| 1992 | Белоруссия, «Ласковый май», Хит-парад «ЛМ: декабрь-92»                                                                           | «Секс без перерыва»: 6         |
| 1992 | Россия, «Смена», Хит-парад «Питерская двадцатка: апрель-92»                                                                      | «Секс без перерыва»: 20        |
| 1992 | Россия, «Смена», Хит-парад «Питерская двадцатка: май-92»                                                                         | «Секс без перерыва»: 10        |
| 1992 | Россия, «Звуковая дорожка МК», «Top 20 Hits» (апрель 1992 года)                                                                  | «Секс без перерыва»: 19        |
| 1992 | Россия, «Звуковая дорожка МК», «Top 20 Hits» (июнь 1992 года)                                                                    | «Секс без перерыва»: 8         |
| 1992 | Россия, «Звуковая дорожка МК», «Top 10 Tapes» (продажа магнитоальбомов студии «Звук») (9 сентября 1992 года)                     | «Поговорим о сексе»: 4         |
| 1992 | Россия, «Звуковая дорожка МК», Итоги 1992 года: «Лучшая группа» (16 января 1993 года)                                            | Мальчишник: 6                  |
| 1992 | Россия, «Звуковая дорожка МК», Итоги 1992 года: «Лучшая грампластинка»                                                           | «Поговорим о сексе»: 14        |
| 1992 | Россия, «Звуковая дорожка МК», Итоги 1992 года: «Лучшая фонограмма»                                                              | «Поговорим о сексе»: 15        |
| 1992 | Россия, «Хит-парад МузОбоза»: «Самые популярные песни 1992 года»                                                                 | «Секс без перерыва»: 2         |
| 1993 | Россия, «Звуковая дорожка МК», «Top 10 LPs» (пластинки) (январь 1993 года)                                                       | «Поговорим о сексе»: 3 (New)   |
| 1993 | Россия, «Звуковая дорожка МК», «Top 10 Tapes» (продажа магнитоальбомов студии «Звук») (январь 1993 года)                         | «Поговорим о сексе»: 8 (возв.) |
| 1993 | Россия, Хит-парад ТАСС «Музыкальный Олимп», «10 лучших грампластинок за март 1993 года»                                          | «Поговорим о сексе»: 6         |
| 1993 | Россия, Хит-парад ТАСС «Музыкальный Олимп», «10 лучших магнитоальбомов за март 1993 года» (по продажам в студиях фирмы «Звук»)   | «Поговорим о сексе»: 1         |
| 1993 | Россия, Хит-парад ТАСС «Музыкальный Олимп», «10 лучших грампластинок за апрель 1993 года»                                        | «Поговорим о сексе»: 7         |
| 1993 | Россия, Хит-парад ТАСС «Музыкальный Олимп», «10 лучших магнитоальбомов за апрель 1993 года» (по продажам в студиях фирмы «Звук») | «Поговорим о сексе»: 2         |
| 1993 | Россия, Хит-парад ТАСС «Музыкальный Олимп», Итоги 1993 года: «10 лучших магнитоальбомов» (по продажам в студиях фирмы «Звук»)    | «Поговорим о сексе»: 9         |